# Paralelogramo

Distintos tipos de paralelogramos

En el campo de la geometría, un paralelogramo es un cuadrilátero cuyos pares de lados opuestos son iguales y paralelos dos a dos. La congruencia de lados opuestos y ángulos opuestos es una consecuencia directa del  postulado paralelo euclidiano y ninguna condición puede probarse sin apelar al postulado paralelo euclidiano o una de sus formulaciones equivalentes.
La contraparte tridimensional de un paralelogramo es un paralelepípedo.
La etimología (en griego παραλληλ-όγραμμον, parallēl-ógrammon, una forma "de líneas paralelas") refleja la definición.
En comparación, un cuadrilátero con un solo par de lados paralelos es un trapezoide en inglés americano o un trapezium en inglés británico.

## Clases de paralelogramos
- El cuadrado, que tiene todos sus lados de igual longitud, y todos sus ángulos son  rectos.
- El rombo, que tiene todos sus lados de igual longitud, y solo dos pares de ángulos congruentes. Cualquier paralelogramo que no sea ni un rectángulo ni un rombo se llamaba tradicionalmente romboide, pero este término no se usa en las matemáticas modernas.[2]
- El rectángulo, que tiene solo sus lados opuestos de igual longitud, y todos sus ángulos son rectos.
- El romboide, que tiene solo los lados opuestos de igual longitud y solo dos pares de ángulos congruentes.

### Propiedades
Por definición de paralelogramo:
- Todo cuadrilátero tiene cuatro vértices, cuatro lados. Cuatro ángulos interiores.
- Los lados opuestos de un paralelogramo son paralelos.

Propiedades de los paralelogramos deducibles a partir de su definición:
- Hereda todas las propiedades de los cuadriláteros:
- La suma de los ángulos interiores de todo paralelogramo es siempre igual a 360°.
- Los lados opuestos son de igual longitud, (congruentes).
- Los ángulos internos en dos vértices contiguos cualesquiera son suplementarios (suman 180°).
- Los ángulos internos opuestos son iguales en medida.
- El área de un paralelogramo es el doble del área de un triángulo formado por cualquiera de sus diagonales y los lados contiguos de la figura.
- Cualquier recta secante corta al paralelogramo en no más de dos puntos.
- Todos los paralelogramos son convexos.
- Las diagonales de un paralelogramo se bisecan entre sí en el «centro» del paralelogramo.
- El «centro» del paralelogramo es también el baricentro del mismo.
- Cualquier recta secante que pase por el «centro» de un paralelogramo divide a su superficie en dos partes iguales.
- Cualquier recta coplanar que pase por el «baricentro» de un paralelogramo es también «transversal de gravedad» del mismo.

Propiedades causadas por diferentes aplicaciones:
- Cualquier transformación afín no degenerada transforma un paralelogramo en otro paralelogramo.
- Existe un número infinito de transformaciones afines que transforman a un paralelogramo dado en un cuadrado.
- Se puede establecer un homeomorfismo entre un paralelogramo y una circunferencia.[3]
- Una traslación, una rotación de un paralelogramo conservan la forma y el tamaño.[4]

Dado un paralelogramo construido mediante vectores:
- El área de un paralelogramo es igual a la magnitud (módulo) del producto vectorial[5] de dos lados contiguos, considerados como vectores.[6] Los lados opuestos de un paralelogramo son de igual longitud, (congruentes). Los ángulos opuestos de un paralelogramo son iguales en medida. Los ángulos de dos vértices contiguos cualesquiera son suplementarios (suman 180°). La suma de los ángulos interiores de todo paralelogramo es siempre igual a 360°.

El paralelogramo «cuadrado», tiene simetría de rotación de orden 4 (45°)
Los paralelogramos «romboide», «rombo» y «rectángulo», tiene simetría de rotación de orden 2 (90°)
Si no tiene ningún eje de simetría de reflexión, entonces es un paralelogramo «romboide».
Si tiene 2 ejes de simetría de reflexión diagonales, entonces es un paralelogramo «rombo».
Si tiene 2 ejes de simetría de reflexión perpendiculares a sus lados, entonces es un paralelogramo «rectángulo».
Si tiene 4 ejes de simetría de reflexión, entonces es un paralelogramo «cuadrado».

### Casos de simetría para diversas clases de paralelogramos
- El paralelogramo «cuadrado», tiene simetría de rotación de orden 4 (90°).
- Los paralelogramos «romboide», «rombo» y «rectángulo», tiene simetría de rotación de orden 2 (180°).
- Si no tiene ningún eje de simetría de reflexión, entonces es un paralelogramo «romboideo».
- Si tiene 2 ejes de simetría de reflexión diagonales, entonces es un paralelogramo «rombo».
- Si tiene 2 ejes de simetría de reflexión perpendiculares a sus lados, entonces es un paralelogramo «rectángulo».
- Si tiene 4 ejes de simetría de reflexión, entonces es un paralelogramo «cuadrado».

### Algunas propiedades métricas comunes
- El perímetro de un paralelogramo es 2 (a + b), donde a y b son las longitudes de dos lados contiguos cualquiera.
- La suma de los cuadrados de los lados es igual a la suma de los cuadrados de las diagonales (véase la regla del paralelogramo).
- Para calcular el área de un paralelogramo, se puede considerar como una figura compuesta por dos triángulos congruentes y un rectángulo, trazando alturas de los vértices de los ángulos obtusos. Y el triángulo tiene las mis más medidas

## Otras propiedades
- Los lados opuestos de un paralelogramo son paralelos (por definición) y, por tanto, nunca se cruzan.
- El área de un paralelogramo es el doble del área de un triángulo creado por una de sus diagonales.
- El área de un paralelogramo es también igual a la magnitud del  producto vectorial cruzado de dos lados adyacentes.
- Cualquier línea que pase por el punto medio de un paralelogramo biseca el área.[7]
- Cualquier transformación afín no degenerada lleva un paralelogramo a otro paralelogramo.
- Un paralelogramo tiene simetría rotacional de orden 2 (hasta 180°) (o de orden 4 si es un cuadrado). Si además tiene exactamente dos líneas de  simetría de reflexión entonces debe ser un rombo o un oblongo (un rectángulo no cuadrado). Si tiene cuatro líneas de simetría reflexiva, es un cuadrado.
- El perímetro de un paralelogramo es 2(a + b) donde a y b son las longitudes de los lados adyacentes.
- A diferencia de cualquier otro polígono convexo, un paralelogramo no puede inscribirse en ningún triángulo con menos del doble de su área.[8]
- Los centros de cuatro cuadrados construidos todos ellos interna o externamente sobre los lados de un paralelogramo son los vértices de un cuadrado.[9]
- Si dos líneas paralelas a los lados de un paralelogramo se construyen concurrentes a una diagonal, entonces los paralelogramos formados en lados opuestos de esa diagonal son iguales en área.[9]
- Las diagonales de un paralelogramo lo dividen en cuatro triángulos de igual área.

## Fórmulas

Todas las fórmulas de área para cuadriláteros convexos generales se aplican a los paralelogramos. Otras fórmulas son específicas de los paralelogramos:
Un paralelogramo con base b y altura h se puede dividir en un trapezoide y un triángulo rectángulo, y reorganizarse en un rectángulo, como se muestra en la figura A la izquierda. Esto significa que el área de un paralelogramo es igual a la de un rectángulo con la misma base y altura:
{\displaystyle K=bh.}

El área del paralelogramo es el área de la región azul, que es el interior del paralelogramo

La fórmula del área base × altura también se puede derivar usando la figura de la derecha. El área K del paralelogramo a la derecha (el área azul) es el área total del rectángulo menos el área de los dos triángulos naranjas. El área del rectángulo es
{\displaystyle K_{\text{rect}}=(B+A)\times H\,}
y el área de un solo triángulo es
{\displaystyle K_{\text{tri}}={\frac {A}{2}}\times H.\,}
Por lo tanto, el área del paralelogramo es
{\displaystyle K=K_{\text{rect}}-2\times K_{\text{tri}}=((B+A)\times H)-(A\times H)=B\times H.}
Otra fórmula de área, para dos lados B y C y ángulo θ, es
{\displaystyle K=B\cdot C\cdot \sin \theta .\,}
El área de un paralelogramo con lados B y C (B ≠ C) y ángulo {\displaystyle \gamma } en la intersección de las diagonales está dada por
{\displaystyle K={\frac {|\tan \gamma |}{2}}\cdot \left|B^{2}-C^{2}\right|.}
Cuando el paralelogramo se especifica a partir de las longitudes B y C de dos lados adyacentes junto con la longitud D1 de cualquiera de las diagonales, entonces el área se puede encontrar a partir de la fórmula de Herón. Específicamente es
{\displaystyle K=2{\sqrt {S(S-B)(S-C)(S-D_{1})}}}
donde {\displaystyle S=(B+C+D_{1})/2} y el factor principal 2 proviene del hecho de que la diagonal elegida divide el paralelogramo en "dos" triángulos congruentes.
| Área                            | {\displaystyle A\,=\,a\cdot h_{a}=b\cdot h_{b}=\,\left\|\left\|\,{\overrightarrow {AB}}\,\times \,{\overrightarrow {AD}}\,\right\|\right\|} {\displaystyle A\,=\,a\cdot b\cdot \sin \alpha =a\cdot b\cdot \sin \beta ={\frac {e\cdot f\cdot \sin \theta }{2}}} |
| Altura de a                     | {\displaystyle h_{a}\,=\,b\cdot \sin \alpha =b\cdot \sin \beta ={\frac {A}{a}}} |
| Altura de b                     | {\displaystyle h_{b}\,=\,a\cdot \sin \alpha =a\cdot \sin \beta ={\frac {A}{b}}} |
| Diagonales (teorema del coseno) | {\displaystyle f={\sqrt {a^{2}+b^{2}-2\cdot a\cdot b\cdot \cos(\alpha )}}} {\displaystyle e={\sqrt {a^{2}+b^{2}+2\cdot a\cdot b\cdot \cos(\alpha )}}} |
| Ángulos                         | {\displaystyle \alpha =\gamma \;\;\;\;\;\beta =\delta \;\;\;\;\;\beta =180^{\circ }-\alpha } |

## Regla del paralelogramo

Los cuatro lados de un paralelogramo (AB, BC, CD y DA),
los cuatro vértices (A, B, C y D) y sus dos diagonales (AC y BD).

Existe una identidad geométrica que relaciona los lados de un paralelogramo con sus diagonales, llamada regla del paralelogramo. Ésta dice que la suma de los cuadrados de las longitudes de los cuatro lados de un paralelogramo cualquiera es igual a la suma de los cuadrados de las longitudes de las dos diagonales. En notación matemática, se representa mediante la siguiente fórmula:
{\displaystyle (AB)^{2}+(BC)^{2}+(CD)^{2}+(DA)^{2}=(AC)^{2}+(BD)^{2}.\,}
donde A, B, C, y D son los vértices del paralelogramo.
Puesto que los lados son iguales dos a dos, la fórmula suele representarse simplificada:
{\displaystyle 2\cdot ((AB)^{2}+(BC)^{2})=2\cdot ((CD)^{2}+(DA)^{2})=(AC)^{2}+(BD)^{2}.\,}

### Área en términos de coordenadas cartesianas de los vértices
Sean los vectores {\displaystyle \mathbf {a} ,\mathbf {b} \in \mathbb {R} ^{2}} y sea {\displaystyle V={\begin{bmatrix}a_{1}&a_{2}\\b_{1}&b_{2}\end{bmatrix}}\in \mathbb {R} ^{2\times 2}} la matriz con elementos de a y b. Entonces el área del paralelogramo generado por a y b es igual a {\displaystyle |\det(V)|=|a_{1}b_{2}-a_{2}b_{1}|\,}.
Sean los vectores {\displaystyle \mathbf {a} ,\mathbf {b} \in \mathbb {R} ^{n}} y  sea {\displaystyle V={\begin{bmatrix}a_{1}&a_{2}&\dots &a_{n}\\b_{1}&b_{2}&\dots &b_{n}\end{bmatrix}}\in \mathbb {R} ^{2\times n}} Entonces el área del paralelogramo generado por a y b es igual a {\displaystyle {\sqrt {\det(VV^{\mathrm {T} })}}}.
Sean los puntos {\displaystyle a,b,c\in \mathbb {R} ^{2}}. Entonces el área del paralelogramo con vértices en a, b y c es equivalente al valor absoluto del determinante de una matriz construida usando a, b y c como filas con la última columna rellenada usando unos como sigue:
{\displaystyle K=\left|\,\det {\begin{bmatrix}a_{1}&a_{2}&1\\b_{1}&b_{2}&1\\c_{1}&c_{2}&1\end{bmatrix}}\right|.}

## Prueba de que las diagonales se bisecan
Para demostrar que las diagonales de un paralelogramo se bisecan entre sí, utilizaremos las propiedades de los triángulos congruentes
{\displaystyle \angle ABE\cong \angle CDE} (ángulos interiores alternos son iguales en medida)
{\displaystyle \angle BAE\cong \angle DCE} (ángulos interiores alternos son iguales en medida).
(ya que son ángulos que una transversal forma con  líneas paralelas AB y DC).
Además, el lado AB tiene la misma longitud que el lado DC, ya que los lados opuestos de un paralelogramo tienen la misma longitud.
Por lo tanto, los triángulos ABE y CDE son congruentes (postulado ASA, dos ángulos correspondientes y el lado incluido).
Por lo tanto,
{\displaystyle AE=CE}
{\displaystyle BE=DE.}
Como las diagonales AC y BD se dividen entre sí en segmentos de igual longitud, las diagonales se bisecan entre sí.
Por separado, como las diagonales AC y BD se bisecan en el punto E, el punto E es el punto medio de cada diagonal.

## Paralelogramos que surgen de otras figuras

Los pares de bases forman un paralelogramo con la mitad del área del cuadrilátero, A_{q}, ya que la suma de las áreas de los cuatro triángulos grandes, A_{l} es 2 A_{q} (cada uno de los dos pares reconstruye el cuadrilátero) mientras que la de los triángulos pequeños, A_{s} es un cuarto de A_{l} (la mitad de las dimensiones lineales da un cuarto de área), y el área del paralelogramo es A_{q} menos A_{s}.

### Triángulo automediano
Un triángulo automediano es aquel cuyas medianas están en las mismas proporciones que sus lados (aunque en distinto orden). Si ABC es un triángulo automediano en el que el vértice A está opuesto al lado a, G es el centroide (donde se cruzan las tres medianas de ABC), y AL es una de las medianas extendidas de ABC con L situada en la circunferencia de ABC, entonces BGCL es un paralelogramo.

### Paralelogramo de Varignon
Los puntos medios de los lados de un cuadrilátero arbitrario son los vértices de un paralelogramo, llamado su paralelogramo de Varignon. Si el cuadrilátero es convexo o cóncavo (es decir, no se autointerseca), entonces el área del paralelogramo de Varignon es la mitad del área del cuadrilátero.

### Paralelogramo tangente de una elipse
Para una elipse, se dice que dos diámetros son conjugados si y sólo si la recta tangente a la elipse en un extremo de un diámetro es paralela al otro diámetro. A cada par de diámetros conjugados de una elipse le corresponde un paralelogramo tangente o paralelogramo circunscrito, a veces llamado paralelogramo límite, formado por las rectas tangentes a la elipse en los cuatro extremos de los diámetros conjugados. Todos los paralelogramos tangentes a una elipse dada tienen la misma área.
Es posible reconstruir una elipse a partir de cualquier par de diámetros conjugados, o a partir de cualquier paralelogramo tangente.

### Caras de un paralelepípedo
Un paralelepípedo es una figura tridimensional cuyas seis caras son paralelogramos.